# 格皮氏海参
格皮氏海参（学名：Pearsonothuria graeffei）为海参科皮氏海参属的唯一物種。舊屬海參屬或白尼參屬，1984年獨立出來成為獨自一個屬。

## 分佈
本物種分佈於印度洋的马达加斯加和马尔代夫群岛、西太平洋的菲律宾、关岛、斐济群岛、台湾岛以及中国大陆的南沙群岛等地。一般生活于珊瑚礁内。该物种的模式产地在菲律宾群岛。

## 外部連結
維基物種上的相關：格皮氏海参